# Когутницкий, Ромуальд
Ромуальд Когутницкий (пол. Romuald Kohutnicki), 20 ноября 1889 — 30 июня 1972
) — польский военачальник, полковник пехоты Войска Польского, капитан Русской императорской армии.

## Биография
Родился с семье польских землевладельцев в Киеве. Получил домашнее образование. В июне 1907 отправился на службу. В 1910 году окончил Одесское пехотное юнкерское училище.

## Первая мировая война
Мобилизован 17.07.1914 и направлен в состав 121-го пехотного Пензенского полка. Отправился на Юго-Западный фронт 01.08.1914. В составе 3-й армии принимал участие в боях на Юго-Западном фронте против австрийцев. В конце августа 1914 тяжело ранен разрывной пулей в область бедра. После выздоровления в конце 1914 года отправился на фронт.

## Гражданская война в России
В декабре 1918 стал командиром 3-й Полка польских стрелков им. Генрика Домбровского. В январе полк под командованием Когутницкого перешел в состав 5-й Дивизии польских стрелков. К сентябрю 1919 полк начитывал 1956 человек.
Принимал активное участие в охране Транссиба от нападения большевиков и красных партизан. В конце декабря 1919 участвовал в боях возле железнодорожный станций Тутальская, Литвиново и Тайга. В середине января 1920 5-я Дивизии польских стрелков понесла огромные потери, часть личного состава сложила оружие. Когутницкий поддержал решение командира дивизии Казимира Румши и с боем прорвался в Иркутск, от куда отправился в Харбин, а затем в порт Далянь, погрузивших на судно «Ярославль» отправился в Польшу. 27 мая 1920 вместе с солдатами 5-й Дивизии польских стрелков прибыл в Гданьск.

## Награды
- Орден Святой Анны IV-й степени с надписью за храбрость. 29 апреля 1916 года.[5]
- Орден Святого Станислава III-й степени с мечами и бантом. 15 октября 1916 года.[6]
- Медаль «В память 300-летия царствования дома Романовых»
- Серебряный крест ордена Virtuti Militari
- Крест Независимости
- Офицерский крест Ордена Возрождения Польши
- Крест Храбрых (четырежды)
- Золотой Крест Заслуги